# La reina de indias y el conquistador
 (septembre 2021).
La mise en forme du texte ne suit pas les recommandations de Wikipédia : il faut le « wikifier ».
Les points d'amélioration suivants sont les cas les plus fréquents. Le détail des points à revoir est peut-être précisé sur la page de discussion.
- Les titres sont pré-formatés par le logiciel. Ils ne sont ni en capitales, ni en gras.
- Le texte ne doit pas être écrit en capitales (les noms de famille non plus), ni en gras, ni en italique, ni en « petit »…
- Le gras n'est utilisé que pour surligner le titre de l'article dans l'introduction, une seule fois.
- L'italique est rarement utilisé : mots en langue étrangère, titres d'œuvres, noms de bateaux, etc.
- Les citations ne sont pas en italique mais en corps de texte normal. Elles sont entourées par des guillemets français : « et ».
- Les listes à puces sont à éviter, des paragraphes rédigés étant largement préférés. Les tableaux sont à réserver à la présentation de données structurées (résultats, etc.).
- Les appels de note de bas de page (petits chiffres en exposant, introduits par l'outil «  Source ») sont à placer entre la fin de phrase et le point final[comme ça].
- Les liens internes (vers d'autres articles de Wikipédia) sont à choisir avec parcimonie. Créez des liens vers des articles approfondissant le sujet. Les termes génériques sans rapport avec le sujet sont à éviter, ainsi que les répétitions de liens vers un même terme.
- Les liens externes sont à placer uniquement dans une section « Liens externes », à la fin de l'article. Ces liens sont à choisir avec parcimonie suivant les règles définies. Si un lien sert de source à l'article, son insertion dans le texte est à faire par les notes de bas de page.
- La présentation des références doit suivre les conventions bibliographiques. Il est recommandé d'utiliser les modèles {{Ouvrage}}, {{Chapitre}}, {{Article}}, {{Lien web}} et/ou {{Bibliographie}}. Le mode d'édition visuel peut mettre en forme automatiquement les références.
- Insérer une infobox (cadre d'informations à droite) n'est pas obligatoire pour parachever la mise en page.

Pour une aide détaillée, merci de consulter Aide:Wikification.
Si vous pensez que ces points ont été résolus, vous pouvez retirer ce bandeau et améliorer la mise en forme d'un autre article.
 (septembre 2021).
Si vous disposez d'ouvrages ou d'articles de référence ou si vous connaissez des sites web de qualité traitant du thème abordé ici, merci de compléter l'article en donnant les références utiles à sa vérifiabilité et en les liant à la section « Notes et références ».
La reina de indias y el conquistador (La reine et le conquérant) est une web-série de drame historique colombienne créée par Johhny Ortiz et réalisée par Camilo Villamizar et Juan Carlos Vásquez produite par Caracol Televisión pour la plate-forme numérique Netflix.
Elle est diffusée en France d'Outre-Mer sur le réseau La Première à partir de la rentrée 2021.

## Synopsis
L'histoire commence quelque part dans le Nouveau Monde, l'un des noms historiques avec lesquels les Européens appellent le continent américain depuis la fin du XVe siècle à la suite de la découverte de l'Amérique en 1492 par les Espagnols. Catalina de Indias (Essined Aponte), une indienne qui vivait tranquillement dans son village avec sa tribu est kidnappée par un homme nommé Nicuesa (Manuel Navarro). Il l'emmène à Saint-Domingue pour en faire "sa femme" là-bas. Mais Catalina est sauvée des mains de Nicuesa grâce à Pedro de Heredia (Emmanuel Esparza (es)), un Espagnol venu à Saint-Domingue après avoir fui son Espagne natale. Ensemble, ils se lancent dans une aventure dans laquelle, en raison du destin, ils finissent par se cacher dans une grotte [...] là-bas Pedro ne savait pas que Catalina ne parlait pas espagnol et avec elle, il a décidé d'essayer de découvrir son nom, mais quand il n'a pas pu le faire, il a placé «Catalina». Quelques jours plus tard, il se rend au marché de Saint-Domingue pour chercher de la nourriture. Mais il est capturé par Nicuesa, qui lui reproche de lui avoir pris son esclave. Il est donc traduit en justice avec le gouverneur - pour dicter s'il doit mourir ou non - mais tout se passe bien en sa faveur et le gouverneur finit par lui épargner la vie, mais en échange il doit servir d'esclave à Fernando de Valenzuela (Luis Mesa ).
Pendant ce temps, Catalina est sauvée par Enriquillo (Carlos Kajú), un enfant de chœur qui sert pour le père Bartolomé de las Casas (Kepa Amuchastegui), qui lui apprend à parler et à écrire en espagnol — pour pouvoir se défendre de Nicuesa. Et pouvant choisir d'être une indigène libre après plusieurs mois, Catalina parle déjà parfaitement espagnol, et l'angoisse commence à se déclarer libre afin d'empêcher Nicuesa de faire d'elle son esclave. Après plusieurs conflits entre Catalina et Nicuesa. Ce dernier kidnappe Enriquillo pour la faire chanter afin qu'elle l'accompagne quelque part dans le Nouveau Monde. Mais grâce à Pedro, cela n'arrive pas.
Pedro de Heredia qui est joué par Emmanuel Esparza est celui qui a principalement fondé Cartagena de Indias. D'autre part, à Almería, en Espagne. Les problèmes pour la famille de Pedro ne s'arrêtent pas, car à la suite du meurtre commis par Pedro [...] Juan Azula (Ángel Bayón) essaie par tous les moyens de faire payer à Pedro la mort du fils du duc de Cardona. Alors il commence à rendre la vie impossible pour le frère de Pedro, Alberto et sa femme Inés. Après que Pedro ait découvert tous les problèmes survenus en Espagne, il décide de revenir pour sauver son frère. À son retour, il apprend qu'il a une fille nommée Sol, fruit de sa relation secrète avec Constanza (Maia Landaburu), petite amie de l'homme que Pedro a assassiné. Et plus tard, il est emprisonné par les autorités espagnoles. Pour tenter de se défendre, il demande de l'aide à Constanza et elle parle avec la reine Isabelle I de Castille, afin que le procès de Pedro se déroule avec toute la légalité requise par la couronne et l'Église.
À Santa Marta - l'endroit où Catalina et Pedro sont arrivés - le pire arrive à nouveau pour Catalina, car lorsque Pedro se rend en Espagne pour sauver sa famille des injustices d'Azula, il reste entre les mains de Pedro Badillo et de sa femme Gloria.  Ils traversent une mauvaise période, puisque Pedro a assumé illégalement le poste de gouverneur et utilise Catalina pour pouvoir conclure un pacte avec le chef Etoc. Et ainsi empêcher le soldat Palomino de prendre possession du mandat de Santa Marta [...] mais c'était tout un plan orchestré par Badillo et sa femme, afin d'assassiner la famille du Cacique et Palomino et plus tard la faute de Catalina de tout ce qui passé. Pendant ce temps en Espagne, Pedro pour éviter d'aller en prison pendant vingt ans, dit à la reine qu'il peut aller explorer le Nouveau Monde pour trouver de l'or - ceci sachant que Catherine lui avait déjà parlé d'un temple dans sa tribu avec de l'or. En repartant vers Santa Marta, il se rend compte que Badillo a trahi Catalina et que son mandat a été remplacé par un autre homme et sauve [...] Catalina et ensemble ils partent explorer le Nouveau Monde pour trouver la tribu de Catalina. Arrivés sur une "île déserte", Pedro et Catalina décident de prendre l'initiative de fonder Cartagena de Indias , mais "seulement comme un projet d'avenir". Mais ce que Catalina ne sait pas, c'est qu'en réalité Pedro n'est revenu que pour voler tout l'or qui existe dans son village "sans savoir qu'il ne le faisait que pour sauver la vie de son frère", qui après le procès a été laissé en garantie pour six mois.
Après avoir pillé l'Aldea de Catalina, Pedro s'enfuit inconscient depuis qu'il avait été trahi par son ami José Buendía (lvaro Benet). Et Catalina est détruite, voulant se venger de lui [...] quelque temps plus tard, que tout se passe bien pour Pedro et sa famille, il retourne à Cartagena de Indias pour commencer à le construire — et ainsi pouvoir tenir la promesse il a fait à Catalina.

## Distribution
- Essined Aponte : Catalina
- Emmanuel Esparza (es)[1] : Pedro de Heredia
- Manuel Navarro : Diego de Nicuesa, est un capitaine qui devient obsédé par Catalina.
- Kepa Amuchastegui : Bartolomé de las Casas, est le père de l'église de Santo Domingo.
- Carlos Kajú : Enriquillo, est l' enfant de chœur de l'église de Santo Domingo.
- Fernando Bocanegra : Andrés Valenzuela, est le fils de Fernando Valenzuela.
- Luis Mesa : Fernando de Valenzuela, est le père d'Andrés et propriétaire des mines où Pedro est forcé de travailler.
- Camilo Jiménez : Falla, est l'un des lieutenants de Nicuesa.
- Ana Harlen : Mencía, est une esclave qui travaille pour Andrés et son père.
- Adelaida Buscato : Genoveva, est l'une des sœurs de l'église de Santo Domingo.
- Aroha Hafez : Beatriz, est l'employée de Don Fernando et de sa famille, elle sert la famille à la suite du vol de son mari de Don Fernando et le gouverneur l'a condamnée à payer pour le crime de son mari, la forçant à servir comme employée de maison .
- Hernán Cabiativa : Linares, est l'un des lieutenants de Don Fernando et Andrés.
- Mauro Donetti :  Gouverneur, est le gouverneur qui décide principalement qui vit ou non.
- Juan Pablo Acosta : Cosme, est chargé des bateaux et des passages de Saint-Domingue.
- Wolfram Sinué : Cacique Galeras, est le père de Catalina.
- Gilma Escobar : Grand-mère Toto
- Ange Bayon : John Azula
- Gonzalo Sagarminaga : Francisco Gomez Cardona
- Ella Becerra : Gitana, est la gitane qui prédit l'avenir de Pedro.
- Lamberto Garcia : capitaine Salcedo
- Alejandro Bustacara : Miguel Torques
- Félix Manzano Villanueva
- Eduardo Canal : Patricio Gamarra, est l'homme que Pedro rencontre sur un bateau à destination de Saint-Domingue, qui meurt plus tard, laissant à Pedro la tâche de trouver un endroit où il y a de l'or.
- Sergio Allemand Tolomeo
- Maricarmen Regalado : Patricia Gómez de Valenzuela, est l'épouse de Fernando Valenzuela et la mère d'Andrés.
- Maia Landaburu : Constanza Franco, est la maîtresse de Pedro à Almería , qui a ensuite eu une fille nommée Sol.
- Alejandro Rodríguez : Pedro Badillo, est le gouverneur de Santa Marta et le mari de Gloria.
- Cristina Warner : Gloria Badillo, est la femme de Badillo.
- Mercedes Salazar : Inés López, est la belle-sœur de Pedro et la femme d'Alberto.
- Álvaro Benet : José Buendía, est l'ami de la famille Heredia.
- Alejandro Muñoz : Alonso Montes, est un médecin qui est un ami de la famille Heredia.
- Lucho Velasco : Moa, est le guérisseur de la tribu Cacique Galeras.
- Eduardo Hernández : Jara, est l'un des hommes qui étaient sous le commandement de Pedro, en route pour chercher l'or qu'il avait promis à la couronne.
- Tahimí Alvariño : Isabelle I de Castille
- Ilenia Antonini : Luz
- Arrieta Juliette
- Fernando Campo
- Jairo Camargo